# Maglaj
Maglaj ist eine Stadt im Kanton Zenica-Doboj in Bosnien und Herzegowina. Sie liegt am Fluss Bosna und hat knapp 25.000 Einwohner.

## Demographie

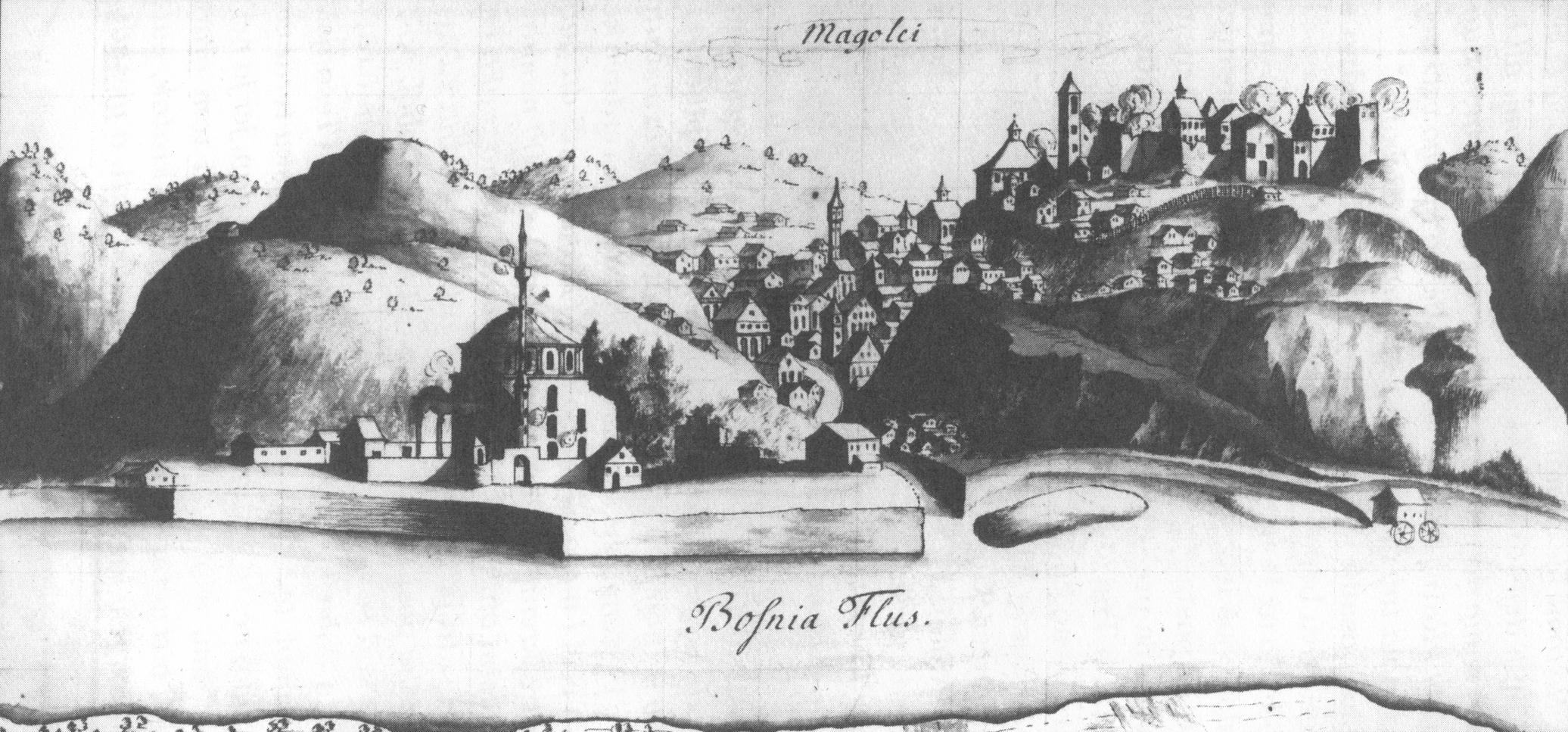
Maglaj im Jahr 1697

Vor dem Ausbruch des Bosnienkrieges in den 1990er-Jahren lebten noch 43.388 Menschen in der Gemeinde Maglaj, und zwar 19.569 (45,10 %) Bosniaken, 13.312 (30,68 %) bosnische Serben, 8.365 (19,27 %) bosnische Kroaten und 1.508 (3,47 %) Jugoslawen.
Die Zahl der Einwohner ist mit 43.400 von 1991 auf mittlerweile 23.000 gesunken. Da die Anzahl der Bosniaken mit 19.800 Einwohnern nahezu gleich geblieben ist, stellen sie heute mit 86 % einen doppelt so hohen prozentualen Anteil, weil die meisten Kroaten und nahezu alle Serben im oder nach dem Krieg die Großgemeinde verlassen haben.

## Verkehr
Durch die Stadt verläuft die Bahnstrecke Šamac–Sarajevo. Da die Stadt an der Entitätsgrenze zur Republika Srpska liegt, werden hier die Lokomotiven der ŽRS (Eisenbahngesellschaft der Republika Srpska) und der ŽFBH (Eisenbahngesellschaft der Föderation) gewechselt.
1879 wurde mit der Eröffnung der Bosnabahn die Stadt ans Eisenbahnnetz angeschlossen. 1947 bauten die Jugoslawischen Staatsbahnen den Abschnitt Sarajevo–Doboj der Bosnabahn auf Normalspur um und verlängerten die Strecke nach Bosanski Šamac.

## Kultur
In Maglaj gibt es eine Festung sowie die Moschee Kuršumlija in der Altstadt in der Nähe der Festung. Kalvan Jusuf Paša ließ die Moschee im Jahre 1560 bauen. In der Stadt findet man auch eine moderne katholische Kirche sowie eine orthodoxe Kirche, die während des Bosnienkrieges zerstört und nach dem Krieg wiederaufgebaut wurde.
Der Name Maglaj (im Bosnischen, Serbischen und Kroatischen bedeutet „magla“ Nebel) stammt von dem mystischen Nebel, der sehr oft in diesem Teil des Bosna-Tales auftritt, besonders in den Morgenstunden.

## Stadtverwaltung
Bürgermeister ist Maid Suljaković (SDA). Die Vorsitzende des Gemeinderates ist Aida Bašić (SN).

## Persönlichkeiten
- Šemsa Suljaković (* 1951), Turbofolk-Sängerin
- Ivica Matijević (* 1968), Maler und Bildhauer